# Mauricio Aros
Mauricio Fernando Aros Bahamonde (Punta Arenas, 1976. március 9. –) chilei válogatott labdarúgó.

## Pályafutása

### Klubcsapatban
1995 és 1997 között a Deportes Concepción csapatában játszott. 1998-tól 2001-ig az Universidad de Chile játékosa volt, mellyel 1999-ben és 2000-ben megnyerte a chilei bajnokságot. A 2001–02-es idényben a Feyenoordot erősítette és megnyerte az UEFA-kupát. 2002 és 2003 között Izraelben a Makkabi Tel-Aviv csapatában szerepelt. 2003 és 2004 között a szaúdi El-Hilál labdarúgója volt. 2004-ben visszatért Chilébe a Huachipato együtteséhez. 2005 és 2006 között a Cobreloa játékosa volt. 2007-től 2009-ig az Universidad de Concepción, 2010-ben az O’Higgins játékosa volt. 2012-ben az Unión Temuco csapatában fejezte be a pályafutását.

### A válogatottban
1998 és 2004 között 30 mérkőzésen szerepelt a chilei válogatottban. Részt vett az 1999-es, a 2001-es és a 2004-es Copa Américán, valamint az 1998-as világbajnokságon, ahol a Brazília elleni nyolcaddöntőben kezdőként lépett pályára.

## Sikerei, díjai
Universidad de Chile
- Chilei bajnok (2): 1999, 2000

Feyenoord
- UEFA-kupa győztes (1): 2001–02